# Puig Neulós
Pour les articles homonymes, voir Puig.
Le puig Neulós (ou pic Neulos ou encore pic du Néoulous) est le point culminant du massif des Albères à 1 256 m ou 1 257 m d'altitude,. Il marque la frontière entre la France et l'Espagne, partagé entre les communes de Laroque-des-Albères, Sorède dans les Pyrénées-Orientales et La Jonquera dans la province de Gérone (Espagne). Son sommet abrite un émetteur TV TNT desservant le Roussillon avec débordements hertziens sur la partie nord de la Catalogne.

## Toponymie
Puig Neulós est un nom catalan qui a été conservé tel quel en français. Issu du latin podium, puig signifie « puy » et désigne un sommet ou une montagne de forme arrondie. Neulós est analogue au français « nébuleux » dans le sens « couvert de nuages ». On trouve une mention de ce sommet dans un texte de 1322 sous la forme latine Podio Nebuloso, qui a le même sens.
Les cartes IGN donnent soit puig Neulós, soit la forme légèrement francisée pic Neulos. On trouve aussi dans la littérature la forme francisée correspondant à la prononciation catalane du Nord : Néoulous.

## Géographie

### Topographie

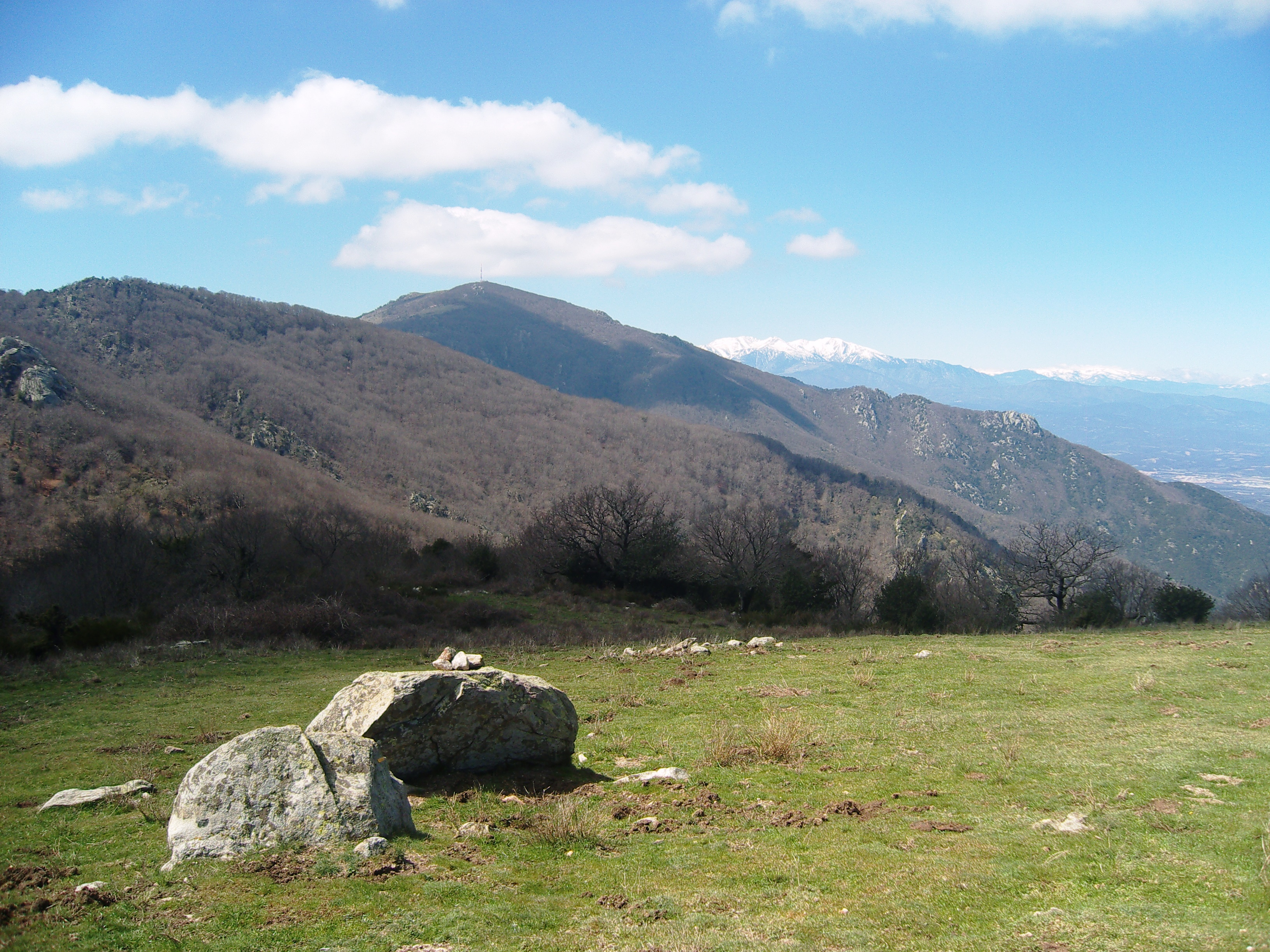
Le puig Neulós, vu depuis le coll de l'Aranyó (899 m). Le rocher escarpé sur la crête à droite du pic est le roc du Midi (roc del Migdia, 872 m).

En contrebas, sur une ligne de crêtes, se trouve le roc du Midi, très visible, et à l'ouest le roc Fouirous, affleurement exposé sud-ouest.

### Faune
En dehors des vaches et des chevaux, le site abrite une faune importante typique du pourtour méditerranéen, notamment des espèces d'insectes parmi lesquelles la Rosalie alpine (Rosalia alpina) et le Pacha à deux queues (Charaxes jasius). Le Busard cendré (Circus pygargus) est également présent.

## Histoire
La commission d'abornement, où siègent des délégués espagnols et français, a reçu une plainte de l'État espagnol sur le tracé des bornes du puig Neulós. Il aurait été modifié de quelques mètres par la construction de l'antenne relais française. Le litige ne serait toujours pas tranché.

## Voies d'accès
Le sommet est accessible par une route goudronnée de 16 kilomètres depuis Le Perthus.